# دولورس فونسی
دولورس فونسی (انگلیسی: Dolores Fonzi؛ ‏ تلفظ اسپانیایی: [doˈloɾes ˈfonsi]؛ زادهٔ ۱۹ ژوئیهٔ ۱۹۷۸) بازیگر اهل آرژانتین است.
از فیلم‌ها یا برنامه‌های تلویزیونی که وی در آن نقش داشته است، می‌توان به برف سیاه، قعر دریا، دانش‌آموختگان، اجلاس سران، اوهام، پائولینا، زنان قاتل و ترومن اشاره کرد.